# Case pe malul râului Achterzaan
Case pe malul râului Achterzaan este o pictură în ulei pe pânză realizată în 1871 de artistul francez Claude Monet, aflată acum în colecția Metropolitan Museum of Art. Realizată în ulei pe pânză, lucrarea descrie case cu grădină pe malul vestic al râului Achterzaan din Zaandam, Olanda. A pictat-o de pe barajul din Zaan, orientat spre nord-vest. Pictura se află în colecția Metropolitan Museum of Art.

## Fundament
Monet a călătorit în Olanda la sfatul colegului pictor Charles-François Daubigny, care i-a recomandat cu tărie lui Monet să studieze splendoarea râului Achterzaan. Tablourile pe care Monet le-a realizat în călătoria sa (adesea denumite peisajele sale olandeze), incluzând Case, au fost bine primite de colegii săi impresioniști.